# ديلان كولير
ديلان كولير (بالإنجليزية: Dylan Collier)‏ هو لاعب اتحاد الرغبي نيوزلندي، ولد في 27 أبريل 1991 في نيوزيلندا.